# 仮想移動体通信事業者
仮想移動体通信事業者（かそういどうたいつうしんじぎょうしゃ、英語: Mobile Virtual Network Operator（MVNO）、モバイル・バーチャル・ネットワーク・オペレーター）とは、無線通信回線設備を開設・運用せずに、自社ブランドで携帯電話やPHSなどの移動体通信サービスを行う事業者のことである。通信サービスの提供には移動体通信事業者（MNO）の卸売をうけたり、仮想移動体サービス提供者（MVNE）の機能を利用したりする。携帯電話サービスプロバイダまたは単にサービスプロバイダと呼ばれる。ワイヤレス コミュニケーションズ サービス プロバイダ（wireless communications services provider）とも呼ばれる。
なお、総務省の特定のガイドラインにおいては、「MNOの提供する移動通信サービスを利用して、又はMNOと接続して、移動通信サービスを提供する電気通信事業者であって、当該移動通信サービスに係る無線局（基地局）を自ら開設しておらず、かつ、運用をしていない者」と便宜的に定義される。

## 概略
移動体通信サービスにおけるOEM製品ともいえる。MVNOは、物理的な移動体回線網設備の負担なくサービスを提供できる（ただし、MVNOは間接的に、MNOが物理的設備にかけるコストの一部を負担している）。
MVNOとMNOとの契約形態は、大きく卸売（卸電気通信役務）か相互接続（事業者間接続）に分けられる。両者は、MVNO側が個人等の利用契約者に対して契約上提供する電気通信サービス（SIMカードからインターネット等まで）の範囲が異なる。すなわち、前者においては電気通信サービスの各部分のうち、本来であればMNOのみが提供できる部分（SIMカードや無線基地局等）も含め、MVNOが（利用契約者との契約上は）提供している（MVNOは、MNOから当該部分の電気通信サービスを卸で購入している）。よって、利用契約者はMNOと契約する必要はない。一方後者は、本来であればMNOのみが提供できる部分については利用契約者とMNOが、それ以外の部分は利用契約者とMVNOがそれぞれ契約を結んで、電気通信サービスが提供されている。
最終的に電気通信サービスを利用する個人等から見たとき、どのサービスを利用するのか選択するにあたり「このサービス提供会社がMNOなのかMVNOなのか」やMVNOサービスの中でも「このサービスはどのMNOを経由するものか」が比較のための属性の一つとなる場合がある。また、MVNOに分類される会社によっては、複数のMNOと卸等の契約を結んでおり、それにより経由するMNOが異なる複数の通信サービスを提供しているものもある（例：2019年現在、株式会社インターネットイニシアティブは、MNOであるNTTドコモを経由するサービスプラン、およびMNOであるKDDIを経由するサービスプランを有する）。
2019年現在においては、最終利用者から見たとき、無線通信そのものの質では同程度の通信サービスについて、MNOと契約するよりもMVNOと契約する方が安価となるケースが存在している。このような安価となりうるMVNOサービス全般を指して「格安SIMサービス」という言葉が使われることもある。

## 日本におけるMVNO
日本でのMVNOは2001年に始まり、これは「ノートPCやPDA（通信機器）にPCカードやCFカード（通信端末）を挿入することでPHS回線（通信網）を介してデータ通信が可能になる」というものであった。
その後、情報通信の発展とともに「通信機器」はスマートフォン・タブレットやIoT端末へ、「通信端末」はSIMカードやモバイルWi-Fiルーターへ、「通信網」は3G回線や4G回線へと、それぞれ多様化していった。また、当初はデータ通信のみであった通信方法も、のちに音声通話が可能になった。
通信端末には、当該MVNOの対応するMNOが発売した端末、または、SIMフリー端末を使用することができる。ただし、MNOにより使用周波数帯が異なるため、使用する端末が対応しているかを当該MVNOのウェブサイト等であらかじめ確認する必要がある。
2014年頃から「格安SIM」と「SIMロックフリースマートフォン」を組み合わせた「格安スマホ」が色々な事業者から提供され始めた。

### 分類
MVNOには様々な分類が存在する。
事業形態による分類
- 単純再販型 - MNOが提供するサービスと同内容のMVNOサービスを提供しているもの
- 通信モジュール型 - 特定の業務の用に供する通信に用途が限定されているモジュール向けに提供しているもの
- SIMカード型 - SIMカードを使用してMVNOサービスを提供しているもの（SIMカードが製品に組み込まれている場合を含む）
- 再卸 - 他のMVNOに対し、MVNOサービスを卸電気通信役務として提供しているもの

ネットワーク設備による分類
- 単純再販型 - MVNO側にネットワーク設備がないもの
- レイヤー3接続 - MNOとMVNOのネットワーク設備がレイヤー3で接続しているもの
- レイヤー2接続 - MNOとMVNOのネットワーク設備がレイヤー2で接続しているもの

回線の提供元による分類
- 一次MVNO - MNOから直接回線の提供を受けるMVNO
- 二次以降のMVNO - 他のMVNOから回線の提供を受けるMVNO

### NTTドコモ系
| 名称                           | MVNO                                               | MVNE                             | サービス開始   | 系統       | 備考                                |
| ------------------------------ | -------------------------------------------------- | -------------------------------- | -------------- | ---------- | ----------------------------------- |
| ASAHIネット LTE                | 朝日ネット                                         | NTTドコモビジネス                | 2013年3月4日   | ISP系      |                                     |
| @モバイルくん。                | SORAシム                                           | NTTドコモビジネス                | 2013年6月1日   | ISP系      |                                     |
| NifMo                          | ニフティ                                           | NTTドコモビジネス                | 2014年11月26日 | ISP系      |                                     |
| やまとモバイル                 | ネクストパワーやまと                               | NTTドコモビジネス                | 2016年12月6日  | 独立系     |                                     |
| LINEモバイル                   | LINEモバイル →ソフトバンク                         | NTTドコモビジネス                | 2016年9月21日  | 独立系     | 2021年3月31日新規受付終了           |
| イオンモバイル タイプ2         | イオンリテール                                     | NTTドコモビジネス                | 2016年12月15日 | 流通系     |                                     |
| インターリンクLTE SIM          | インターリンク                                     | NTTPCコミュニケーションズ        | 2014年7月8日   | ISP系      |                                     |
| mineo Dプラン                  | オプテージ                                         | オプテージ                       | 2015年9月1日   | 電力系     | 関西電力グループ                    |
| ピカラモバイル Dプラン         | STNet                                              | オプテージ                       | 2016年2月15日  | 電力系     | 四国電力グループ                    |
| NUROモバイル                   | ソニーネットワークコミュニケーションズ             | ミーク                           | 2016年10月1日  | ISP系      |                                     |
| ロケットモバイル Dプラン       | IoTコンサルティング                                | ミーク                           | 2016年5月16日  | 独立系     |                                     |
| スマホドックモバイル           | バルテック                                         | ミーク                           | 2017年4月1日   | ISP系      |                                     |
| イプシム                       | WITH Networks                                      | ミーク                           | 2017年10月2日  | ISP系      |                                     |
| IIJmio タイプD                 | インターネットイニシアティブ                       | インターネットイニシアティブ     | 2012年2月27日  | ISP系      |                                     |
| BIC SIM タイプD                | ラネット                                           | インターネットイニシアティブ     | 2013年6月14日  | 流通系     | ビックカメラの完全子会社            |
| Tikimo SIM タイプD             | エヌディエス                                       | インターネットイニシアティブ     | 2015年6月26日  | ISP系      |                                     |
| エキサイトモバイル             | エキサイト                                         | インターネットイニシアティブ     | 2016年7月1日   | ISP系      |                                     |
| 919モバイル タイプD            | イーエムアイ →エクスゲート                         | インターネットイニシアティブ     | 2017年6月1日   | ISP系      |                                     |
| hi-ho LTE                      | ハイホー                                           | インターネットイニシアティブ     | 2012年3月1日   | ISP系      | 2024年10月31日新規受付終了          |
| Toppa! Value SIM               | Hi-Bit →ハイホー                                   | インターネットイニシアティブ     | 2012年5月15日  | ISP系      | 2015年2月5日新規受付終了            |
| エックスモバイル               | エックスモバイル                                   | インターネットイニシアティブ     | 2014年10月10日 | 独立系     |                                     |
| DMM mobile                     | DMM.com →楽天モバイル                              | インターネットイニシアティブ     | 2014年12月17日 | 独立系     | 2019年8月27日新規受付終了           |
| G-Call SIM                     | ジーエーピー                                       | インターネットイニシアティブ     | 2016年7月1日   | 独立系     |                                     |
| ECJOY!モバイル                 | アイ・アンド・ティー                               | インターネットイニシアティブ     | 2017年7月1日   | 独立系     |                                     |
| QTmobile Dタイプ               | QTnet                                              | インターネットイニシアティブ     | 2015年3月2日   | 電力系     | 九州電力グループ                    |
| イオンモバイル タイプ1         | イオンリテール                                     | インターネットイニシアティブ     | 2016年2月26日  | 流通系     |                                     |
| U-mobile PREMIUM               | U-NEXT                                             | インターネットイニシアティブ     | 2016年7月1日   | ISP系      | 2017年6月30日新規受付終了           |
| ケーブルスマホ                 | ケーブルテレビ各局                                 | インターネットイニシアティブ     |                | CATV系     | JCTAとIIJが提供するプラットフォーム |
| BIGLOBEモバイル タイプD        | ビッグローブ                                       | ビッグローブ                     | 2012年8月1日   | ISP系      |                                     |
| FUJI Wifi                      | レグルス →LINK →HUMAN LIFE                         | ビッグローブ                     | 2020年7月1日   | 独立系     | 2022年1月17日新規受付終了           |
| b-mobile                       | 日本通信                                           | 日本通信                         | 2010年4月5日   | 独立系     |                                     |
| 日本通信SIM                    | 日本通信                                           | 日本通信                         | 2020年7月15日  | 独立系     |                                     |
| HISモバイル                    | H.I.S.Mobile                                       | 日本通信                         | 2018年2月15日  | 独立系     | H.I.S.と日本通信の合弁会社          |
| ヤマダ ニューモバイル          | Y.U-mobile                                         | 日本通信                         | 2017年4月1日   | 独立系     | ヤマダ電機とU-NEXTの合弁会社        |
| U-mobile MAX                   | U-NEXT                                             | 日本通信                         | 2016年10月17日 | ISP系      | 2020年2月6日新規受付終了            |
| DTI SIM                        | ドリーム・トレイン・インターネット                 | フリービット                     | 2015年9月17日  | ISP系      | フリービットの完全子会社            |
| トーンモバイル                 | トーンモバイル →ドリーム・トレイン・インターネット | フリービット                     | 2015年5月5日   | ISP系      |                                     |
| スマモバ                       | ガゼル →スマートモバイルコミュニケーションズ       | フリービット                     | 2015年2月20日  | ISP系      |                                     |
| AIRSIMモバイル                 | エア・コミュニケーション                           | フリービット                     | 2016年7月19日  | ISP系      |                                     |
| y.u mobile                     | Y.U-mobile                                         | フリービット                     | 2020年3月12日  | 独立系     |                                     |
| U-mobile 通話プラス/データ専用 | U-NEXT                                             | フリービット                     | 2013年9月1日   | ISP系      | 2020年2月6日新規受付終了            |
| FREETEL SIM                    | プラスワン・マーケティング →楽天モバイル           | 丸紅ネットワークソリューションズ | 2015年7月15日  | 独立系     | 2017年12月4日新規受付終了           |
| REMOモバイル                   | RemoSpace                                          | 丸紅ネットワークソリューションズ | 2021年9月2日   | 独立系     |                                     |
| どこでもフィットSIM            | フォーバルテレコム                                 | 丸紅ネットワークソリューションズ | 2022年3月17日  | 独立系     |                                     |
| 楽天モバイル                   | 楽天モバイル                                       | 楽天モバイル                     | 2014年10月29日 | 中継電話系 | 2020年4月7日新規受付終了            |
| ワイヤレスゲート SIM           | ワイヤレスゲート                                   | レンジャーシステムズ             | 2014年9月1日   | ISP系      |                                     |
| レキオスモバイル               | レキオス                                           | レキオス                         | 2015年10月1日  | ISP系      |                                     |
| LIBMO                          | TOKAIコミュニケーションズ                          | TOKAIコミュニケーションズ        | 2017年2月23日  | ISP系      |                                     |
| LinksMate                      | LogicLinks                                         | LogicLinks                       | 2017年7月1日   | 独立系     | Cygamesの子会社                     |
| GMOとくとくBB SIM              | GMOインターネットグループ                          |                                  | 2016年3月31日  | ISP系      |                                     |

### au系
| 名称                     | MVNO                                   | MVNE                         | サービス開始   | 系統       | 備考                                |
| ------------------------ | -------------------------------------- | ---------------------------- | -------------- | ---------- | ----------------------------------- |
| J:COM MOBILE             | JCOM                                   | JCOM                         | 2015年10月29日 | CATV系     | KDDIの子会社                        |
| BIGLOBEモバイル タイプA  | ビッグローブ                           | ビッグローブ                 | 2017年10月10日 | ISP系      | KDDIの完全子会社                    |
| FUJI Wifi                | レグルス →LINK →HUMAN LIFE             | ビッグローブ                 | 2020年7月1日   | 独立系     | 2022年1月17日新規受付終了           |
| mineo Aプラン            | オプテージ                             | オプテージ                   | 2014年6月3日   | 電力系     |                                     |
| ピカラモバイル Aプラン   | STNet                                  | オプテージ                   | 2016年2月15日  | 電力系     |                                     |
| QTmobile Aタイプ         | QTnet                                  | オプテージ                   | 2015年8月3日   | 電力系     |                                     |
| NUROモバイル             | ソニーネットワークコミュニケーションズ | ミーク                       | 2019年5月9日   | ISP系      |                                     |
| ロケットモバイル Aプラン | IoTコンサルティング                    | ミーク                       | 2019年9月17日  | 独立系     |                                     |
| LINEモバイル             | LINEモバイル →ソフトバンク             | ミーク                       | 2019年4月22日  | 独立系     | 2021年3月31日新規受付終了           |
| IIJmio タイプA           | インターネットイニシアティブ           | インターネットイニシアティブ | 2016年10月1日  | ISP系      |                                     |
| BIC SIM タイプA          | ラネット                               | インターネットイニシアティブ | 2016年10月1日  | 流通系     |                                     |
| Tikimo SIM タイプA       | エヌディエス                           | インターネットイニシアティブ | 2017年6月15日  | ISP系      |                                     |
| エキサイトモバイル       | エキサイト                             | インターネットイニシアティブ | 2020年11月4日  | ISP系      |                                     |
| 919モバイル タイプA      | イーエムアイ →エクスゲート             | インターネットイニシアティブ | 2017年6月1日   | ISP系      |                                     |
| 楽天モバイル             | 楽天モバイル                           | インターネットイニシアティブ | 2018年10月1日  | 中継電話系 | 2020年4月7日新規受付終了            |
| イオンモバイル タイプ1   | イオンリテール                         | インターネットイニシアティブ | 2018年3月1日   | 流通系     |                                     |
| ケーブルスマホ           | ケーブルテレビ各局                     | インターネットイニシアティブ |                | CATV系     | JCTAとIIJが提供するプラットフォーム |

### ソフトバンク系
| 名称                     | MVNO                                   | MVNE       | サービス開始   | 系統   | 備考                     |
| ------------------------ | -------------------------------------- | ---------- | -------------- | ------ | ------------------------ |
| mineo Sプラン            | オプテージ                             | オプテージ | 2018年9月4日   | 電力系 |                          |
| ピカラモバイル Sプラン   | STNet                                  | オプテージ | 2021年12月1日  | 電力系 |                          |
| QTmobile Sタイプ         | QTnet                                  | オプテージ | 2018年2月1日   | 電力系 |                          |
| NUROモバイル             | ソニーネットワークコミュニケーションズ | ミーク     | 2017年12月19日 | ISP系  |                          |
| ロケットモバイル Sプラン | IoTコンサルティング                    | ミーク     | 2018年7月18日  | 独立系 |                          |
| b-mobile S               | 日本通信                               | 日本通信   | 2017年3月22日  | 独立系 |                          |
| HISモバイル              | H.I.S.Mobile                           | 日本通信   | 2018年2月15日  | 独立系 |                          |
| U-mobile S               | U-NEXT                                 | 日本通信   | 2017年3月22日  | ISP系  | 2020年2月6日新規受付終了 |

### 楽天モバイル系
| 名称                     | MVNO                | MVNE                     | サービス開始  | 系統   | 備考 |
| ------------------------ | ------------------- | ------------------------ | ------------- | ------ | ---- |
| ロケットモバイル Rプラン | IoTコンサルティング | 楽天コミュニケーションズ | 2024年9月13日 | 独立系 |      |

### サービス終了又は事業撤退
| 名称                                     | MVNO                                 | MVNE                                   | MNO                                         | サービス       | サービス       | サービス       | 系統       | 備考 |
| 名称                                     | MVNO                                 | MVNE                                   | MNO                                         | 開始           | 新規加入停止   | 廃止           | 系統       | 備考 |
| ---------------------------------------- | ------------------------------------ | -------------------------------------- | ------------------------------------------- | -------------- | -------------- | -------------- | ---------- | --- |
| J:COM MOBILE                             | ジュピターテレコム                   |                                        | ウィルコム                                  | 2006年3月1日   | 2010年7月1日   | 2013年3月31日  | CATV系     | 事実上、ウィルコム定額プランの再販 |
| .Phoneユビキタス                         | NTTコミュニケーションズ              |                                        | ウィルコム                                  | 2007年10月25日 | 2018年3月8日   | 2020年3月31日  | ISP系      | NTTコミュニケーションズや無料通話先プロバイダを通話相手とした音声通話定額制 |
| 楽天モバイル for Business                | フュージョン・コミュニケーションズ   |                                        | ウィルコム                                  | 2009年4月15日  | 2018年3月9日   | 2021年1月31日  | ISP系      | 自社IP電話回線と併用する形でのFMCサービス |
| bitWarp                                  | ソニーコミュニケーションネットワーク |                                        | ウィルコム                                  | 2003年5月28日  | 2009年7月31日  | 2013年2月28日  | ISP系      | |
| bitWarp                                  | ソニーコミュニケーションネットワーク | イー・モバイル                         | 2008年2月28日                               | 2012年11月12日 | 2017年11月30日 |                | ISP系      | |
| BIGLOBE高速モバイル                      | NECビッグローブ                      |                                        | イー・モバイル                              | 2007年12月13日 | 2013年6月30日  | 2018年1月31日  | ISP系      | |
| DTI高速モバイル                          | ドリーム・トレイン・インターネット   |                                        | イー・モバイル                              | 2008年8月1日   | 2012年5月31日  | 2018年1月31日  | ISP系      | |
| OCN高速モバイルEM                        | NTTコミュニケーションズ              |                                        | イー・モバイル                              | 2008年8月18日  | 2013年2月28日  | 2018年1月31日  | ISP系      | |
| IIJmio高速モバイル/EM                    | インターネットイニシアティブ         |                                        | イー・モバイル                              | 2008年12月1日  | 2015年8月28日  | 2016年5月31日  | ISP系      | |
| WILLCOM CORE 3G                          | ウィルコム                           | 日本通信                               | NTTドコモ                                   | 2009年3月9日   | 2010年9月30日  | 2017年11月30日 | キャリア系 | 日本通信の協力を得てサービスを開始したが、IIJに移管 |
| WILLCOM CORE 3G                          | ウィルコム                           |                                        | ソフトバンクモバイル                        | 2010年10月1日  | 2015年9月30日  | 2021年1月31日  | キャリア系 | PHSとの組み合わせを音声でも提供開始 |
| EMOBILE 4G-S                             | イー・アクセス                       |                                        | ソフトバンクモバイル Wireless City Planning | 2013年8月20日  | 2014年7月31日  |                | キャリア系 | 自社回線を一切利用しない |
| ディズニー・モバイル・オン・ソフトバンク | ウォルト・ディズニー・ジャパン       |                                        | ソフトバンクモバイル                        | 2008年3月1日   | 2015年9月30日  | 2017年11月30日 | 独立系     | プランはソフトバンクのものと同様 |
| ECナビケータイ                           | ECナビ                               | インフォニックス                       | KDDI                                        | 2009年8月3日   | 2012年7月27日  | 2013年2月28日  | 独立系     | 初期投資での資金不足により基盤ごとKDDIに移管 |
| Tigersケータイ                           | 阪神タイガース                       | インフォニックス                       | KDDI                                        | 2010年5月24日  | 2012年7月27日  | 2013年2月28日  | 独立系     | |
| GIANTSケータイ                           | 読売ジャイアンツ                     | インフォニックス                       | KDDI                                        | 2010年6月30日  | 2012年7月27日  | 2013年2月28日  | 独立系     | |
| JALマイルフォン                          | 日本航空インターナショナル           | インフォニックス                       | KDDI                                        | 2010年6月1日   | 2012年7月27日  | 2013年6月30日  | 独立系     | |
| VERTU                                    | ノキア                               |                                        | NTTドコモ                                   | 2009年9月1日   | 2011年7月31日  | 2011年8月31日  | 独立系     | 国際ローミングサービスWORLD WING対応 銀座に旗艦店をオープン。金、プラチナ、宝石、螺鈿をちりばめた職人手作りの端末、電話やメールでホテルやレストラン、航空券の予約などを行える"VERTU Club"コンシェルジュも展開 |
| ベネッセモバイルFREO                     | ベネッセコーポレーション             | ソフトバンクテレコム                   | ソフトバンクモバイル                        | 2010年2月9日   | 2010年5月15日  | 2011年2月28日  | 独立系     | 進研ゼミ会員を対象 |
| R-sky                                    | アールストリーム                     | 日本通信                               | NTTドコモ                                   | 2011年1月20日  |                | 2012年10月10日 | 独立系     | |
| So-netモバイル3G                         | ソネットエンタテインメント           | ソネットエンタテインメント             | NTTドコモ                                   | 2011年10月3日  | 2015年4月15日  | 2017年7月31日  | ISP系      | |
| BIGLOBE 3G                               | NECビッグローブ                      | NECビッグローブ                        | NTTドコモ                                   | 2012年2月1日   | 2013年1月31日  | 2019年6月30日  | ISP系      | |
| 楽天ブロードバンド LTE                   | フュージョン・コミュニケーションズ   | 日本通信                               | NTTドコモ                                   | 2012年10月4日  | 2015年10月30日 | 2021年1月31日  | ISP系      | |
| ぷららモバイルLTE                        | NTTぷらら                            | NTTコミュニケーションズ                | NTTドコモ                                   | 2013年11月1日  | 2017年5月2日   | 2017年11月30日 | ISP系      | NTTコミュニケーションズの関連会社 |
| SANNET LTE                               | フュージョン・コミュニケーションズ   | NTTPCコミュニケーションズ              | NTTドコモ                                   | 2014年3月3日   | 2015年10月30日 | 2020年3月31日  | ISP系      | |
| ポインティSIM                            | アクセリア                           | NTTPCコミュニケーションズ              | NTTドコモ                                   | 2014年4月22日  |                | 2018年7月31日  | 独立系     | |
| Wonderlink LTE Iシリーズ                 | パナソニックマーケティングジャパン   | インターネットイニシアティブ           | NTTドコモ                                   | 2014年9月18日  | 2018年4月24日  | 2025年3月31日  | 独立系     | |
| Wonderlink LTE Fシリーズ                 | パナソニックマーケティングジャパン   | 富士通                                 | NTTドコモ                                   | 2014年11月19日 | 2024年3月26日  | 2025年3月20日  | 独立系     | |
| スマOFF                                  | MXモバイリング                       | 丸紅無線通信                           | NTTドコモ                                   | 2015年1月28日  | 2017年12月27日 | 2018年5月31日  | 独立系     | ブックオフと提携して提供するサービス |
| シナプスモバイル                         | グッドコミュニケーションズ           | NTTPCコミュニケーションズ              | NTTドコモ                                   | 2015年5月1日   |                | 2018年11月30日 | ISP系      | |
| G-Phone                                  | geanee mobile                        | ビッグローブ                           | NTTドコモ                                   | 2015年5月16日  |                | 2018年12月31日 | 独立系     | |
| ファンダム支援SIM                        | アイストリーム                       |                                        | NTTドコモ                                   | 2015年7月14日  |                | 2018年3月31日  | 独立系     | |
| イモトのケータイ                         | エクスコムグローバル                 | インターネットイニシアティブ           | NTTドコモ                                   | 2015年10月19日 |                | 2016年6月12日  | 独立系     | |
| 0 SIM                                    | ソネット                             | ソネット                               | NTTドコモ                                   | 2015年12月25日 | 2020年2月17日  | 2020年8月31日  | ISP系      | |
| トドックスマホ                           | コネクシオ                           |                                        | NTTドコモ                                   | 2016年5月1日   |                | 2018年1月31日  | 独立系     | コープさっぽろと提携して提供するサービス |
| Hitスマホ                                | 飛騨高山ケーブルネットワーク         | SBパートナーズ                         | ソフトバンク                                | 2016年8月22日  |                | 2025年3月31日  | CATV系     | |
| ＠Sモバイル                              | 静岡新聞SBS                          | NTTコミュニケーションズ                | NTTドコモ                                   | 2017年2月1日   | 2023年9月13日  | 2024年3月30日  | メディア系 | |
| ピクセラモバイル                         | ピクセラ                             | 楽天コミュニケーションズ               | NTTドコモ                                   | 2017年3月22日  | 2023年5月1日   | 2023年7月31日  | 独立系     | |
| アイサポモバイル                         | ギア                                 | ソニーネットワークコミュニケーションズ | NTTドコモ                                   | 2018年3月12日  |                | 2025年3月31日  | 独立系     | |
| アイサポモバイル                         | ギア                                 | ソニーネットワークコミュニケーションズ | ソフトバンク                                | 2018年3月12日  |                | 2025年3月31日  | 独立系     | |
| CBCスマホ                                | 中部日本放送                         | NTTコミュニケーションズ                | NTTドコモ                                   | 2018年11月1日  | 2022年9月30日  | 2023年3月31日  | メディア系 | |
| donedone                                 | ビッグローブ                         | ビッグローブ                           | KDDI                                        | 2021年7月1日   |                | 2023年8月31日  | ISP系      | |

なお、MVNOとは称していなかったが、現在で言うMVNOに近いものとして、次のサービスがあった。
- YOZAN時代末期のアステル東京が2004年9月より「全国コールサービス」としてDDIポケット（当時）網に接続するサービスを開始したが、その実態はアステル電話機にDDIポケットの番号を書き込むというものであった（旧番号への着信は1ヶ月間無料で新番号に転送された）。これにより自社網は一切使えず、通話以外の機能は使えなかった。対象者は同年8月末時点での契約者に限られ、2005年2月18日までに受付終了、同年11月30日にアステル東京自体がサービス終了した。同サービス利用者のウィルコムへの移行は番号変更なしでできた。

### 契約数
総務省の統計による、MVNOの契約数は以下の通り。
| 時期       | サービスの契約数 （万件） | サービスの契約数 （万件）  | サービスの契約数 （万件） | 移動系通信の 契約数に占める 比率（%） |
| 時期       | 携帯電話 PHS              | BWA （+WiMAX SoftBank 4G） | 合計                      | 移動系通信の 契約数に占める 比率（%） |
| ---------- | ------------------------- | -------------------------- | ------------------------- | ------------------------------------- |
| 2013年9月  | 488                       | 127                        | 615                       | 4.2                                   |
| 2013年12月 | 541                       | 132                        | 673                       | 4.6                                   |
| 2014年3月  | 599                       | 143                        | 742                       | 5.0                                   |
| 2014年6月  | 648                       | 147                        | 795                       | 5.3                                   |
| 2014年9月  | 691                       | 154                        | 845                       | 5.5                                   |
| 2014年12月 | 740                       | 158                        | 898                       | 5.8                                   |
| 2015年3月  | 791                       | 166                        | 958                       | 6.1                                   |
| 2015年6月  | 845                       | 160                        | 1,005                     | 6.4                                   |
| 2015年9月  | 910                       | 161                        | 1,072                     | 6.8                                   |
| 2015年12月 | 999                       | 163                        | 1,161                     | 7.3                                   |
| 2016年3月  | 1,102                     | 167                        | 1,269                     | 7.8                                   |
| 2016年6月  | 1,176                     | 169                        | 1,346                     | 8.3                                   |
| 2016年9月  | 1,256                     | 171                        | 1,427                     | 8.7                                   |
| 2016年12月 | 1,314                     | 171                        | 1,485                     | 9.0                                   |
| 2017年3月  | 1,409                     | 177                        | 1,586                     | 9.4                                   |
| 2017年6月  | 1,454                     | 182                        | 1,636                     | 9.7                                   |
| 2017年9月  | 1,501                     | 186                        | 1,687                     | 10.0                                  |
| 2017年12月 | 1,575                     | 188                        | 1,764                     | 10.3                                  |
| 2018年3月  | 1,661                     | 188                        | 1,849                     | 10.7                                  |
| 2018年6月  | 1,750                     | 188                        | 1,937                     | 11.1                                  |
| 2018年9月  | 1,812                     | 186                        | 1,998                     | 11.3                                  |
| 2018年12月 | 1,883                     | 186                        | 2,069                     | 11.6                                  |
| 2019年3月  | 1,968                     | 190                        | 2,157                     | 12.0                                  |
| 2019年6月  | 2,041                     | 194                        | 2,235                     | 12.3                                  |
| 2019年9月  | 2,106                     | 196                        | 2,302                     | 12.6                                  |
| 2019年12月 | 2,198                     | 196                        | 2,395                     | 13.0                                  |
| 2020年3月  | 2,271                     | 200                        | 2,471                     | 13.2                                  |
| 2020年6月  | 2,323                     | 206                        | 2,530                     | 13.4                                  |
| 2020年9月  | 2,350                     | 209                        | 2,559                     | 13.4                                  |
| 2020年12月 | 2,376                     | 209                        | 2,585                     | 13.4                                  |
| 2021年3月  | 2,406                     | 204                        | 2,610                     | 13.4                                  |
| 2021年6月  | 2,400                     | 197                        | 2,597                     | 13.2                                  |
| 2021年9月  | 2,431                     | 188                        | 2,619                     | 13.2                                  |
| 2021年12月 | 2,466                     | 180                        | 2,646                     | 13.2                                  |
| 2022年3月  | 2,481                     | 173                        | 2,654                     | 13.0                                  |
| 2022年6月  | 2,525                     | 167                        | 2,691                     | 13.2                                  |
| 2022年9月  | 2,597                     | 163                        | 2,760                     | 13.4                                  |
| 2022年12月 | 2,714                     | 161                        | 2,875                     | 13.8                                  |
| 2023年3月  | 2,854                     | 162                        | 3,016                     | 14.3                                  |
| 2023年6月  | 2,930                     | 161                        | 3,091                     | 14.8                                  |
| 2023年9月  | 3,034                     | 159                        | 3,193                     | 15.1                                  |
| 2023年12月 | 3,165                     | 157                        | 3,322                     | 15.5                                  |
| 2024年3月  | 3,287                     | 158                        | 3,445                     | 15.8                                  |
| 2024年6月  | 3,128                     | 157                        | 3,285                     | 15.2                                  |
| 2024年9月  | 3,241                     | 156                        | 3,397                     | 15.6                                  |
| 2024年12月 | 3,462                     | 156                        | 3,618                     | 16.3                                  |
| 2025年3月  | 3,646                     | 155                        | 3,801                     | 17.0                                  |

### 事業者別シェア
総務省が公表した、2025年3月末時点でのMVNOの「SIMカード型の契約数における事業者別シェア」では以下の通り。
MMD研究所の『2025年2月 MVNOのシェア・満足度調査』による、「メイン利用のMVNO」では以下の通り。

### 法規制
MVNO/MVNEの提供役務に関しても、音声通話が可能となる通信端末やSIMカード等は、携帯電話不正利用防止法の規制対象となり、契約者の本人性確認の義務付けや、不正な譲渡の禁止等がなされている。その為、契約において身分証明書の提出が必要となり、解約の際には違約金が発生する。なお、データ通信専用となる通信端末やSIMカード等は、同法の規制対象外である。
一部のMVNO/MVNEでは、データ通信専用となる通信端末やSIMカード等について本人確認書類の授受を省略しているものがある（空港等で販売している、訪日観光客向けのデータ通信専用のSIMカード等）。

### 格安SIMとしてのMVNO
国内では2010年代初頭にSIMカードの単体販売が始まった。これはNTTドコモの3G回線を利用するものであり、ここにISP系の事業者のいくつかが参入することで、現在では格安SIMと呼ばれるサービスがスタートした。しかし、この頃SIMフリーの端末はごく少数であったこと、キャリアの端末に対するSIMロック解除が努力目標でしかなく各キャリアで対応が分かれたこと、キャリアとの契約について「携帯電話・スマートフォンの購入と回線契約をセットで行い割引を受ける」方式が主流であったことなどから、一般の消費者が自分の所持する端末に購入したSIMカードを挿入して運用するような場面はほとんどなく、格安SIMが注目されることもあまりなかった。
2010年代中盤に入るとこの状況が変化する。端末（スマートフォン）に関しては国内で圧倒的なシェアを誇るiPhoneを筆頭にSIMフリーの端末が増加したことや、SIMロック解除の義務化によってキャリアの端末をMVNOで利用する機会が増えたことが、サービス（SIMカード）に関してはKDDI・ソフトバンクの回線を利用したMVNOが開始したことや、MNOのサブブランドが登場したことが、それぞれ要因となり格安SIMの注目度が高まった。家電量販店でスマートフォンとSIMカードのセット販売が行われるなど販売方法・経路にも変化が表れたことや、VoLTEやDSDSなどの利便性を高める新技術が登場したことも追い風となる。その結果、利用者の増加とともに多数の事業者が参入しシェア争いが勃発。それぞれ独自のサービスで差別化を図った。
2010年代終盤には、市場での激しい競争の中でMNO・MVNO双方に業界再編の動きが起こる。MVNOにおいては、事業を他社に売却する事例や、MNOの傘下に入る事例が発生。一方で、MNOにおいては、大手のMVNOであった楽天モバイルがMNOに参入。三大キャリアによる寡占状態であった国内の携帯電話市場に一石を投じた。このような流れの中で、菅官房長官（当時）の「4割値下げ」発言に端を発して、SIMロック解除条件の緩和、端末代金と通信料金を分ける分離プランの義務化、今後の展望となるアクション・プランの公表など、総務省による携帯電話市場への介入が続いた。こうして三大キャリアへの値下げ圧力が強まった結果、2020年には三大キャリアがオンライン申し込み専用などこれまでとは異なる独自の料金プランを発表。サブブランドの新料金プランと合わせて、これらは格安SIMの大きな武器である「安さ」に切り込むものとなっている。格安SIMまたは格安スマホへの乗り換えで後悔していない人の割合が80.7%という調査結果も出ており、三大キャリアの通常プランを契約する必要性が薄くなっているという状況もある。

## 欧米におけるMVNO
GSMA Intelligence（2015年）の統計によると2014年の全世界のMVNOのうち最も多いのがヨーロッパであり59%となっている。ヨーロッパは域内の移動が自由であり、パスポートなしで容易に隣国を訪問できる。そのため、知らず知らずのうちに海外ローミングを使ってしまい、気がついたら多額の請求書がやってくる「Bill Shock」がほかの地域より先行して話題になった。このBill Shock問題を解決するため、多国籍化したMVNO事業が普及していった。
イギリスやイタリアなどでは、郵便局のMVNO参入が行われた一方、アメリカでは、MVNOを保護する法規制は存在しないため、ネットワークを安価に調達することが難しく、価格面でのMNOとの差別化が困難になっている。

### ドイツ
ヨーロッパ地域ではMVNOの普及率が高いが、ドイツは主要国の中でも特にMVNOの普及率が高い。
2003年12月現在、ドイツの移動通信市場（契約件数）の約27%はMVNOであり、2004年以降もMVNOへの事業参入が増加。2015年9月時点ではドイツの移動体市場の契約数の約半数をMVNO契約が占める。

### イギリス
イギリスでは2000年代にMVNOによるサービスが活発化し、ヴァージン・グループ傘下のヴァージン・モバイルは2004年3月末に400万弱の加入者を獲得した。
また、小売業者のテスコや移動体事業を分離したBTなどMVNOへの新規事業者の参入が相次いでいる。

### アメリカ
アメリカでは、全国展開を行う移動体通信事業者特定の市場のみの地域事業者、データサービス事業者、衛星移動体通信事業者などとともに仮想移動体通信事業者（MVNO）も移動体通信サービスを提供している。

## 南米におけるMVNO

### ブラジル
ブラジルでは電気通信庁（Anatel）が2010年11月に仮想移動体通信事業者（MVNO）事業を解禁した。しかし市場活性化されなかったことから、2016年3月に仮想通信網による個人向け移動体通信サービスの提供に関する規則を改正して市場競争を阻害するMVNO事業者の認可取り消しを可能にした。

### ペルー
ペルーでは2013年9月に移動体通信市場における競争力強化法が制定され、仮想移動体通信事業者（MVNO）が制度化され、2015年12月にから施行された。

## 中国におけるMVNO
中国では工業・情報化部（MIIT）が2013年5月に「移動転売サービストライアル案（MVNOトライアル案）」を公表した。